# デバネズミ
デバネズミ（出歯鼠）は、哺乳綱齧歯目デバネズミ科（Bathyergidae）に属する齧歯類の総称。

## 特徴
サハラ砂漠以南のアフリカに生息する。モグラのように地下にトンネルを作り、そこで生活している。トンネルの長さは1kmに及ぶこともある。根菜などの植物の根を主な食物としている。
トンネル内の移動に適した短い手足と円筒形の胴体をしている。一生のほとんどを地中で過ごすため、視覚はほとんどなく、嗅覚や聴覚が発達している。デバネズミの外見で特徴的なのが、口から大きく飛び出した門歯である。デバネズミ属 Bathyergus 以外のデバネズミは、この門歯を用いて穴掘りをおこなう。デバネズミ属は前足の爪を用いるが、他のデバネズミに比べ、穴掘りは苦手である。
地中で生活しているため、多くの捕食者から襲われる心配がない。唯一の例外ともいうべき天敵がヘビである。ヘビは巣穴の中に侵入し、デバネズミを捕食している。

## 分類
分子系統解析による結果を根拠として、コツメデバネズミ属のうちCryptomys mechowii種群をFukomys属に分割する説がある。ハダカデバネズミ属を独立した科Heterocephalidaeに分割する説も提唱されている。
以下の分類・英名は、Woods & Kilpatrick (2005) に従う。和名は川田ら (2018) に従う。
- デバネズミ亜科 Bathyerginae
  - デバネズミ属 Bathyergus
    - Bathyergus janetta ナマカデバネズミ Namaqua dune mole-rat
    - Bathyergus suillus ケープデバネズミ Cape dune mole-rat

  - コツメデバネズミ属 Cryptomys
    - Cryptomys amatus ザンビアデバネズミ Zambian mole-rat
    - Cryptomys anselli アンセルデバネズミ Ansell's mole-rat
    - Cryptomys bocagei アンゴラデバネズミ Bocage's mole-rat
    - Cryptomys damarensis ダマラデバネズミ Damara mole-rat
    - Cryptomys darlingi ダーリンデバネズミ Darling's mole-rat
    - Cryptomys foxi ニジェールデバネズミ Nigerian mole-rat
    - Cryptomys hottentotus コツメデバネズミ Southern African mole-rat
    - Cryptomys kafuensis カフューデバネズミ Kafue mole-rat
    - Cryptomys mechowi オオデバネズミ Giant mole-rat
    - Cryptomys ochraceocinereus オウドデバネズミ Ochre mole-rat
    - Cryptomys zechi トーゴデバネズミ Togo mole-rat

  - キボウホウデバネズミ属 Georychus
    - Georychus capensis キボウホウデバネズミ Cape mole-rat

  - シルバーデバネズミ属 Heliophobius
    - Heliophobius argenteocinereus シルバーデバネズミ Silvery mole-rat
- ハダカデバネズミ亜科 Heterocephalinae
  - ハダカデバネズミ属 Heterocephalus
    - Heterocephalus glaber ハダカデバネズミ Naked mole-rat